# Шольн
Шольн (правильно "Шон") (фр. Chaulnes) — коммуна на севере Франции, регион О-де-Франс, департамент Сомма, округ Перонн, кантон Ам. Расположена в 40 км к юго-востоку от Амьена и в 4 км от места пересечения автомагистралей А1 "Нор" и А29. В южной части коммуны находится железнодорожная станция Шольн линии Амьен-Лан.
Население (2018) — 2 054 человека.

## Достопримечательности
- Церковь Святого Дидье 1930 года в стиле арт-деко

## Экономика
Структура занятости населения:
- сельское хозяйство — 0,6 %
- промышленность — 19,2 %
- строительство — 7,3 %
- торговля, транспорт и сфера услуг — 31,3 %
- государственные и муниципальные службы — 41,5 %

Уровень безработицы (2017) — 23,2 % (Франция в целом — 13,4 %, департамент Сомма — 15,9 %). 

Среднегодовой доход на 1 человека, евро (2018) — 16 670 (Франция в целом — 21 730, департамент Сомма — 20 320).

## Демография
Динамика численности населения, чел.

## Администрация
Пост мэра Шольна с 1995 года занимает социалист Тьерри Линеатт (Thierry Linéatte). На муниципальных выборах 2020 года возглавляемый им список был единственным.
| Период | Период | Фамилия       | Партия                                                                    | Примечания                                                    |
| ------ | ------ | ------------- | ------------------------------------------------------------------------- | ------------------------------------------------------------- |
| 1971   | 1989   | Серж Байяр    | Французская секция Рабочего интернационала Союз за французскую демократию | работник компании SNCF, член Генерального совета департамента |
| 1989   | 1995   | Рене Карон    |                                                                           | директор колледжа                                             |
| 1995   |        | Тьерри Линеат | Социалистическая партия                                                   | учитель                                                       |

## Города-побратимы
- Эдемиссен, Германия

## Известные уроженцы
- Ломонд, Шарль-Франсуа (1724—1794) — французский священник, аббат, филолог, историк, писатель и педагог, почётный профессор Парижского университета.

## Культура
В Шольне ежегодно проводится фестиваль тяжелого рока Chaulnes Metal Fest (до 2008 года - Killer Fest), на который приезжает более 500 человек.

## Ссылки

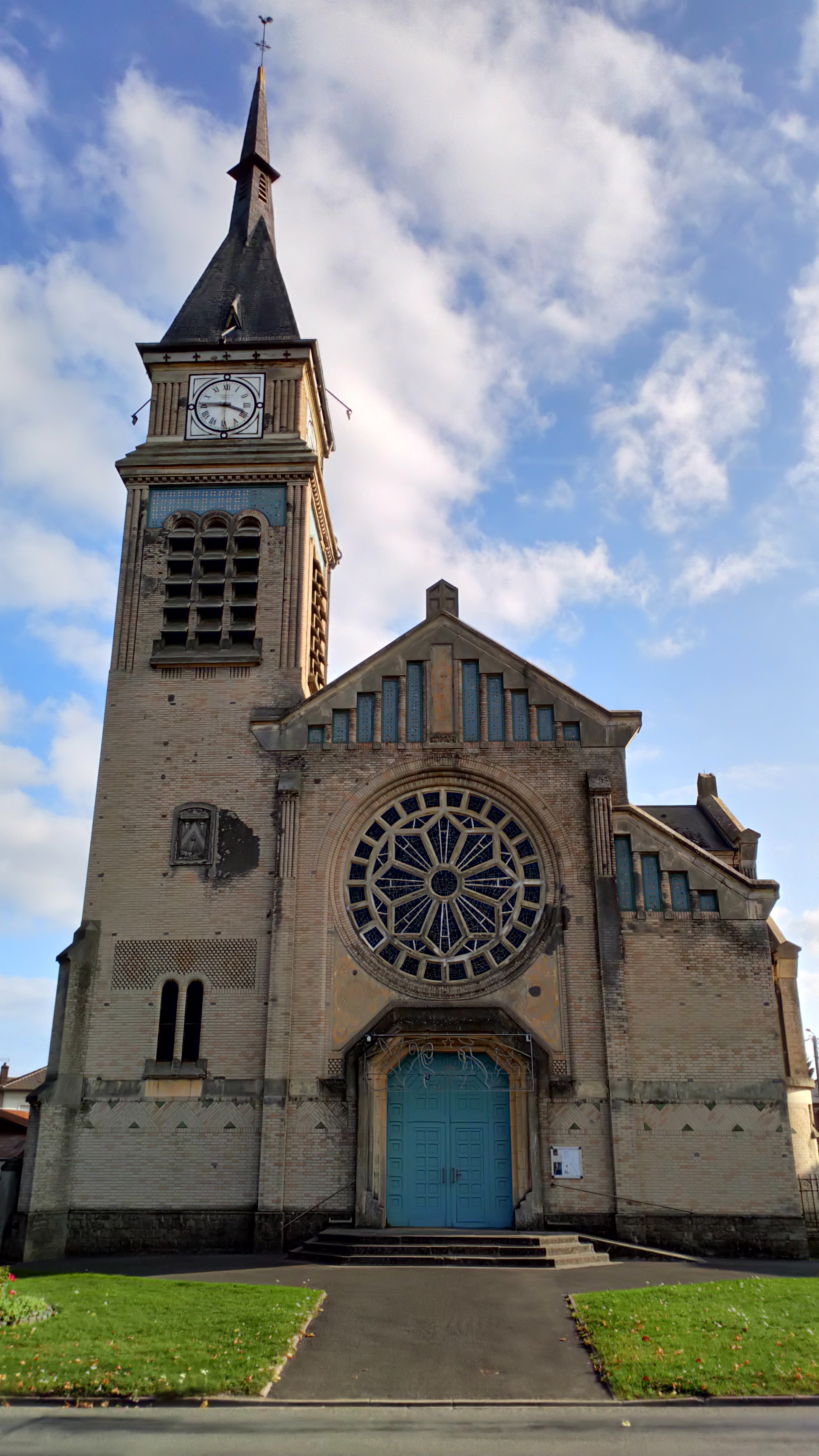
Церковь Святого Дидье